# Suhaia, Teleorman
Suhaia este satul de reședință al comunei cu același nume din județul Teleorman, Muntenia, România.